# Bathymicrops regis
Bathymicrops regis är en fiskart som beskrevs av Hjort och Koefoed 1912. Bathymicrops regis ingår i släktet Bathymicrops och familjen Ipnopidae. Inga underarter finns listade.